# Еохайд Айлтлехан
Еохайд Айлтлехан — (ірл. — Eochaid Ailtlethan) — Еоху Айлтлехан, Еохайд Широке Лезо — верховний король Ірландії. Час правління: 285—274 до н. е. (згідно з «Історією Ірландії» Джеффрі Кітінга) або 414—396 до н. е. (відповідно до «Хроніки Чотирьох Майстрів»). Зайняв престол верховних королів Ірландії після вбивства попереднього короля — Адамайра (ірл.- Adamair). Правив Ірландією протягом одинадцяти років. Був вбитий Фегрусом Фортамайлом (ірл. — Fergus Fortamail) в битві. «Книга захоплень Ірландії» синхронізує його правління з часом правління Птолемея V Єпіфана в Єгипті (204—181 до н. е.), але Джеффрі Кітінг і Чотири Майстри відносять його правління до більш давніх часів.